# AIDA Cruises
AIDA Cruises è una compagnia crocieristica che fa parte del gruppo Costa Crociere. Offre crociere orientate verso il mercato dei paesi di lingua tedesca.
Originalmente fondata dalla Deutsche Seereederei, un'azienda statale della DDR con sede a Rostock che nel 1960 acquistò la nave Stockholm, la rinominò Völkerfreundschaft ("amicizia tra i popoli") e con questa entra nella industria delle crociere negli anni sessanta. Nel 1993 l'azienda venne privatizzata e nel 1996 venne varata la prima nave, chiamata AIDA (l'attuale AIDAcara).
Nel 1999 l'azienda, che nel frattempo aveva preso il nome di Arkona Touristik divenne proprietà della P&O, venne rinominata in Seetours – German Branch of P&O Princess Cruises International Ltd. Quando la P&O Princess Cruises International si fuse con la Carnival Corp e venne costituita la Carnival Corporation & plc anche la Seetours, rinominata AIDA Cruises, divenne parte di questo gruppo.

## Flotta

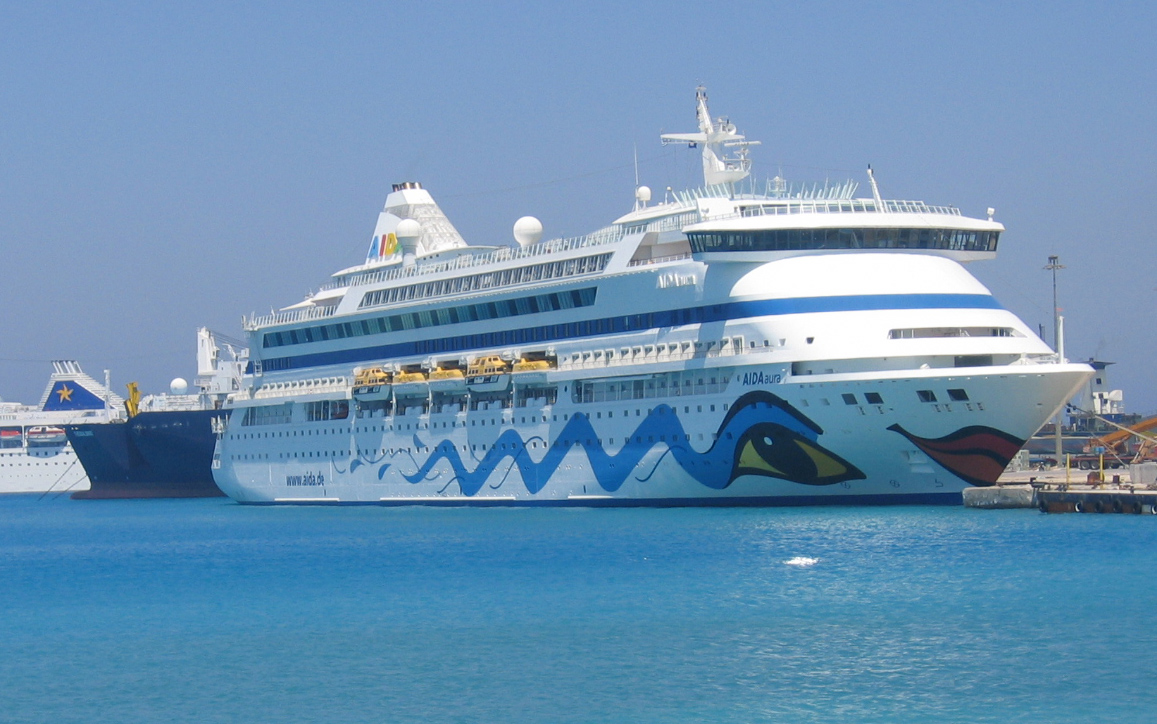
la nave AIDAaura, della compagnia AIDA Cruises

La sua flotta, comprendente un totale di 11 navi in servizio, è composta da:
| Nave       | Immagine | Classe     | Bandiera | Stazza (t.s.l.) | Lunghezza (m) | Larghezza (m) | Ponti | Numero cabine | Passeggeri massimi | Velocità di crociera (Nodi) | Anno | Cantiere                               | Note |
| ---------- | -------- | ---------- | -------- | --------------- | ------------- | ------------- | ----- | ------------- | ------------------ | --------------------------- | ---- | -------------------------------------- | --- |
| AIDAdiva   |          | Sphinx     |          | 69 203          | 251,89        | 32,2          | 14    | 1025          | 2500               | 22.5                        | 2007 | Meyer Werft (Papenburg)                | Prima nave della classe Sphinx.                                                                                      |
| AIDAbella  |          | Sphinx     |          | 69 203          | 251,89        | 32,19         | 14    | 1025          | 2500               | 22,5                        | 2008 | Meyer Werft (Papenburg)                | |
| AIDAluna   |          | Sphinx     |          | 69 203          | 251,89        | 32,2          | 13    | 1025          | 2500               | 22,5                        | 2009 | Meyer Werft (Papenburg)                | |
| AIDAblu    |          | Icarus     |          | 71 304          | 253,33        | 32,2          | 15    | 1096          | 2500               | 22                          | 2010 | Meyer Werft (Papenburg)                | Prima nave della classe Icarus, versione modificata della classe Sphinx.                                             |
| AIDAsol    |          | Icarus     |          | 71 304          | 253,33        | 32,2          | 14    | 1097          | 2686               | 22                          | 2011 | Meyer Werft (Papenburg)                | |
| AIDAmar    |          | Icarus     |          | 71 304          | 253,33        | 32,2          | 14    | 1097          | 2686               | 22                          | 2012 | Meyer Werft (Papenburg)                | |
| AIDAstella |          | Icarus     |          | 71 304          | 253,33        | 32,2          | 14    | 1097          | 2700               | 22                          | 2013 | Meyer Werft (Papenburg)                | |
| AIDAprima  |          | Hyperion   |          | 125 572         | 299,95        | 36,7          | 16    | 1643          | 3400               | 22                          | 2016 | Mitsubishi Heavy Industries (Nagasaki) | Prima nave della classe Hyperion.                                                                                    |
| AIDAperla  |          | Hyperion   |          | 125 572         | 299,95        | 36,7          | 16    | 1643          | 3400               | 22                          | 2017 | Mitsubishi Heavy Industries (Nagasaki) | |
| AIDAnova   |          | Excellence |          | 183 900         | 337           | 42            | 16    | 2500          | 6600               | 17                          | 2018 | Meyer Werft (Papenburg)                | Prima nave da crociera al mondo ad essere alimentata da gas naturale liquefatto. Prima nave della classe Excellence. |
| AIDAcosma  |          | Excellence |          | 183 774         | 344           | 54            | 16    | 2500          | 6600               | 17                          | 2022 | Meyer Werft (Papenburg)                | Sesta nave della classe Excellence                                                                                   |

Tutte le navi battono bandiera Italiana e sono registrate a Genova.
Nel dicembre 2019 è stata trasferita Costa neoRiviera dalla compagnia crocieristica Costa Crociere nella flotta AIDA rinominandola AIDAmira.

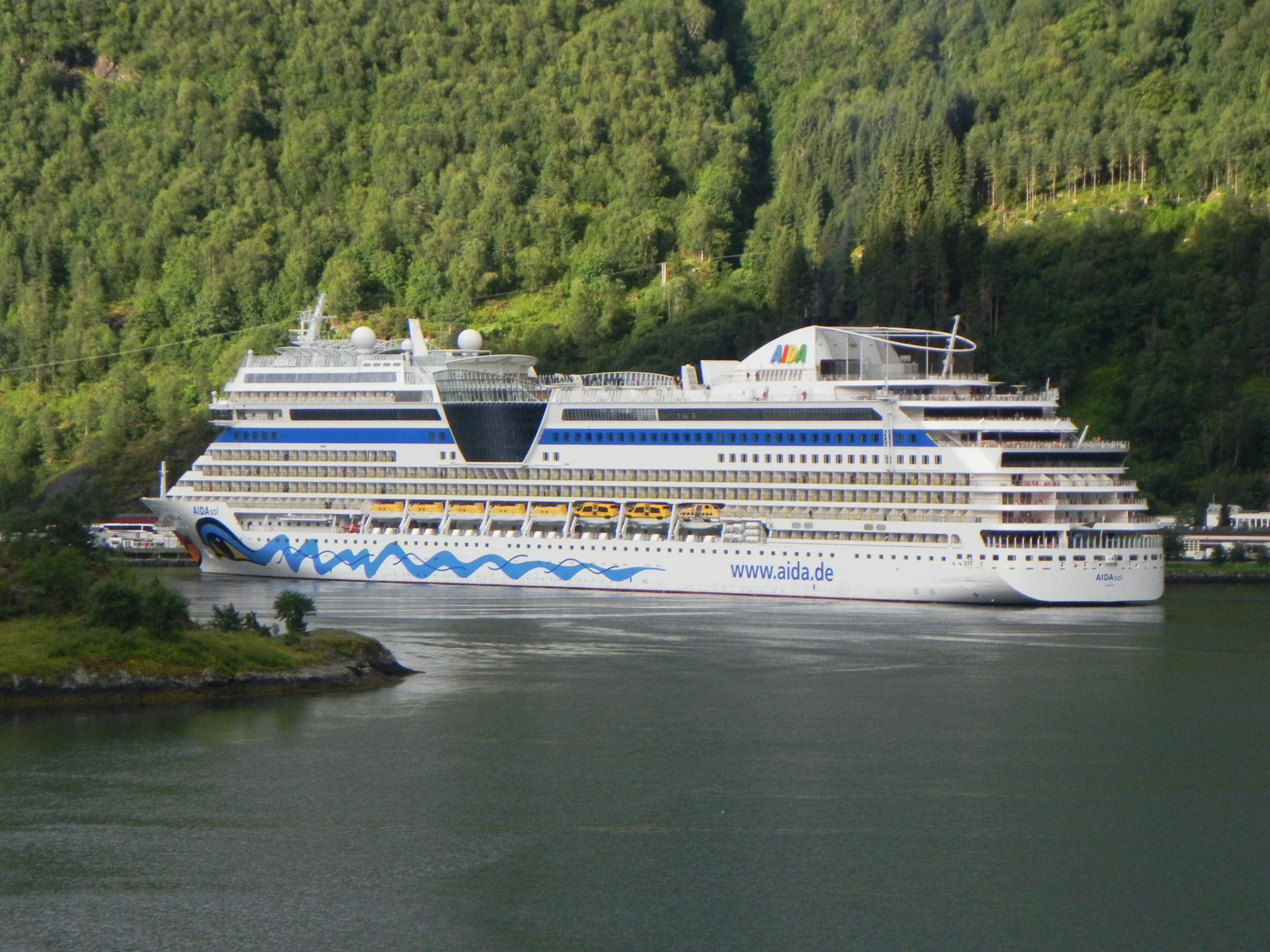
La nave AIDAsol nel porto di Hellesylt (Norvegia)

### Flotta del passato
| Nome     | Immagine | Anno di costruzione | In servizio per AIDA | Stazza (t.s.l.) | Note |
| -------- | -------- | ------------------- | -------------------- | --------------- | --- |
| AIDAblu  |          | 1989                | 2003-2007            | 69,845          | Nel 2007 venduta a Ocean Village e rinominata Ocean Village Two Nel 2009 trasferita a P&O Australia e rinominata Pacific Jewel Nel 2019 è stata venduta alla Jalesh Cruises rinominata Karnika Nel 2021 demolita ad Alang |
| AIDAcara |          | 1996                | 1996 - 2021          | 38.557          | Nel 2021 venduta a un ricco uomo d'affari russo e opererà nelle rotte tra Sochi e i porti turchi |
| AIDAmira |          | 1999                | 2019 - 2022          | 48.200          | Nel 2021 venduta a Ambassador Cruise Line, rinominata Ambition |
| AIDAvita |          | 2002                | 2002 - 2023          | 42,289          | Nel 2023 venduta e rinominata Avitak, rivenduta nel 2024 e rinominata Blue Dream Melody |
| AIDAaura |          | 2003                | 2003 - 2023          | 42,289          | Nel 2023 venduta e rinominata Celestyal Discovery |